# Dąbrówka Daniszewska
Dąbrówka Daniszewska – kolonia wsi Tomaszówka w Polsce, położona w województwie mazowieckim, w powiecie lipskim, w gminie Lipsko.
W latach 1975–1998 kolonia należała administracyjnie do województwa radomskiego.